# Wiadukt Culloden
Wiadukt Culloden (ang. Culloden Viaduct, także: Nairn Viaduct lub Clava Viaduct) – wiadukt kolejowy położony na obszarze jednostki administracyjnej (council area) Highland w Szkocji. 

## Opis
Wiadukt jest częścią linii kolejowej: Perth–Inverness (Highland Main Line). Linia kolejowa przebiega w pobliżu grobów Clava Cairns-budowli megalitycznych pochodzących z czasów neolitu. Około 9 kilometrów przed miejscowością Inverness, skręca na wschód i w okolicach Culloden przebiega wiaduktem nad rzeką Nairn.
Wiadukt Culloden jest obecnie najdłuższym kamiennym wiaduktem kolejowym na terenie Szkocji. Posiada 28 kamiennych przęseł łukowych, każdorazowo o szerokości 15,24 m i główne przęsło nurtowe o szerokości 30,48 m. Konstrukcja wiaduktu, którego wysokość wynosi 39 m jest prosta i bez zbędnych ozdób. Jedynie filary głównego przęsła umieszczonego nad rzeką zostały uwydatnione. W 1971 roku wiadukt został wpisany na szkocką listę zabytków, w najwyższej kategorii A.

## Historia
Wiadukt pobudowano w latach 1893–1898 pod kierownictwem Johna Fowlera i Murdocha Patersona przez firmę: Charles Brand & Sons. Otwarcie wiaduktu do ruchu odbyło się 1 listopada 1898 roku. Był częścią linii obsługiwanej przez towarzystwo kolejowe: Inverness and Aviemore Direct Railway, które należało do Highland Railway.

## Galeria

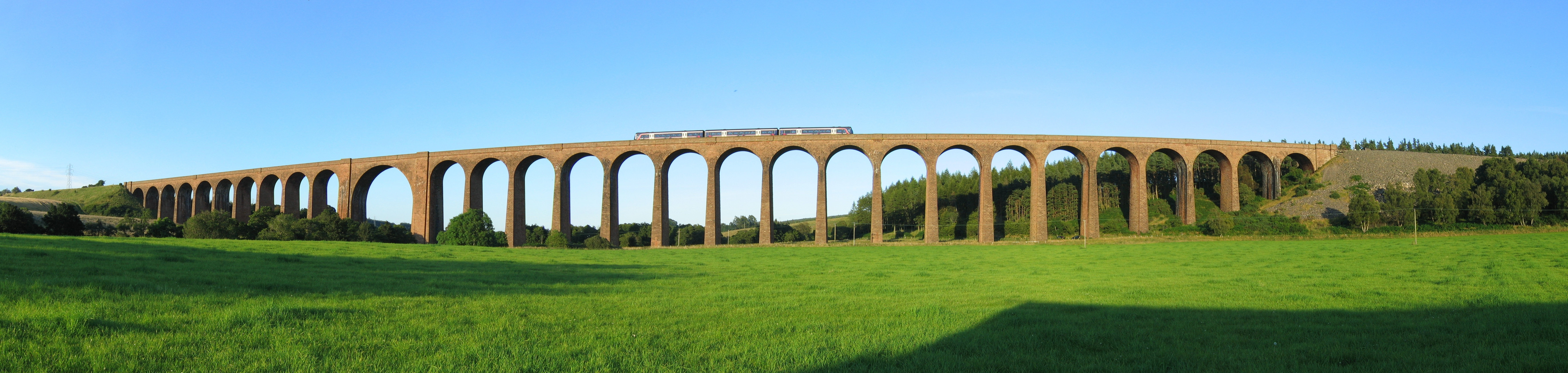